# Онайда (Канзас)
Онайда (англ. Oneida) — місто (англ. city) в США, в окрузі Немага штату Канзас. Населення — 61 особа (2020).

## Географія
Онайда розташована за координатами 39°52′0″ пн. ш. 95°56′24″ зх. д. / 39.86667° пн. ш. 95.94000° зх. д. (39.866620, -95.939867).  За даними Бюро перепису населення США в 2010 році місто мало площу 0,62 км², уся площа — суходіл.

## Демографія
Згідно з переписом 2010 року, у місті мешкало 75 осіб у 26 домогосподарствах у складі 17 родин. Густота населення становила 120 осіб/км².  Було 34 помешкання (55/км²).
Расовий склад населення:
| - 98,7 % — білих - 1,3 % — чорних або афроамериканців |

До двох чи більше рас належало 0,0 %. Частка іспаномовних становила 0,0 % від усіх жителів.
За віковим діапазоном населення розподілялося таким чином: 36,0 % — особи молодші 18 років, 52,0 % — особи у віці 18—64 років, 12,0 % — особи у віці 65 років та старші. Медіана віку мешканця становила 34,5 року. На 100 осіб жіночої статі у місті припадало 87,5 чоловіків;  на 100 жінок у віці від 18 років та старших — 100,0 чоловіків також старших 18 років.
За межею бідності перебувало 32,2 % осіб, у тому числі 0,0 % дітей у віці до 18 років та 68,0 % осіб у віці 65 років та старших.
Цивільне працевлаштоване населення становило 24 особи. Основні галузі зайнятості: освіта, охорона здоров'я та соціальна допомога — 29,2 %, транспорт — 20,8 %, виробництво — 20,8 %.